# Renato Sanzin
Renato Sanzin (Trieste, Austria-Hungría, 9 de diciembre de 1887 - Mendoza, 10 de enero de 1921) fue un naturalista abocado al estudio de la botánica de la provincia de Mendoza, Argentina, durante los primeros años del siglo XX.

## Biografía
Renato Sanzin nació en Trieste, Italia, cuando la ciudad todavía pertenecía al Imperio austrohúngaro, el 9 de diciembre de 1887. Sus padres fueron Ernesto Sanzin, de origen eslavo, y Emma Cozzi, italiana. Sus primeros estudios, así como el bachillerato y el servicio militar, los realizó en Austria. Posteriormente se trasladó a Conegliano, en el norte de Italia, donde se recibió de Enotécnico. Allí comenzó a coleccionar aves, para luego apasionarse por la botánica.
Una vez recibido, viajó a la Argentina y recorrió Misiones, Paraguay, la región del lago Nahuel Huapi y provincias del norte de Argentina, donde continuó con la colecta de aves.
En 1911 llegó a Mendoza y se convirtió en el primer botánico radicado en esta provincia. Se desempeñó como profesor de Botánica en el Colegio Nacional y como profesor de Patología Vegetal en la Escuela Nacional de Vitivinicultura, además fue docente en la Universidad Popular de Mendoza. Trabajó un par de meses en el Museo Provincial de Mendoza a instancias del Dr. Carlos Samuel Reed, creando la sección Botánica.
Impulsado por el destacado botánico Cristóbal Hicken que había visitado Mendoza, Sanzin comenzó a colectar plantas de los alrededores más cercanos y se las remitió para su clasificación. Por consejo de Hicken, puso especial interés en las verbenáceas y cactáceas, por considerarlas familias características de la zona. Los especímenes originales fueron depositados en el Darwinion y los duplicados constituyeron el herbario fundamental de Sanzin formado por 300 especies que cedió al museo de Mendoza.
El Dr. Hicken, a fin de mantener el interés por la botánica que Sanzin había demostrado en sus misivas, le ofrendó una especie por él descripta a la que llamó Phacelia sanzinii Hicken.
No se casó ni tuvo hijos.
Renato Sanzin falleció el 10 de enero de 1921, a la edad de 33 años, en su casa situada en la calle Perú 789 de la ciudad de Mendoza víctima de fiebre tifoidea. Estando enfermo, el 5 de enero de 1921 hizo su testamento por acto público legando los animales de su colección y su herbario al Museo Educacional de la Provincia, actualmente Museo de Ciencias Naturales y Antropológicas “Juan Cornelio Moyano".
El herbario Renato Sanzin del Museo de Ciencias Naturales y Antropológicas “Juan Cornelio Moyano” tiene relevancia histórica y forma en su mayoría la Colección Botánica-Herbario de la institución.
Sanzin fue un pionero en Mendoza de la defensa contra la invasión de enfermedades y plagas vegetales peligrosas para la agricultura fundando la Oficina de Biología dependiente de la Dirección de Industrias de Mendoza. En 1929, los doctores Alberto Castellano, Martin Doello Jurado y Carlos Samuel Reed publicaron en la Revista Mendocina de Ciencias Naturales y Pedagógicas, un reconocimiento al joven Renato Sanzin por su labor como botánico.

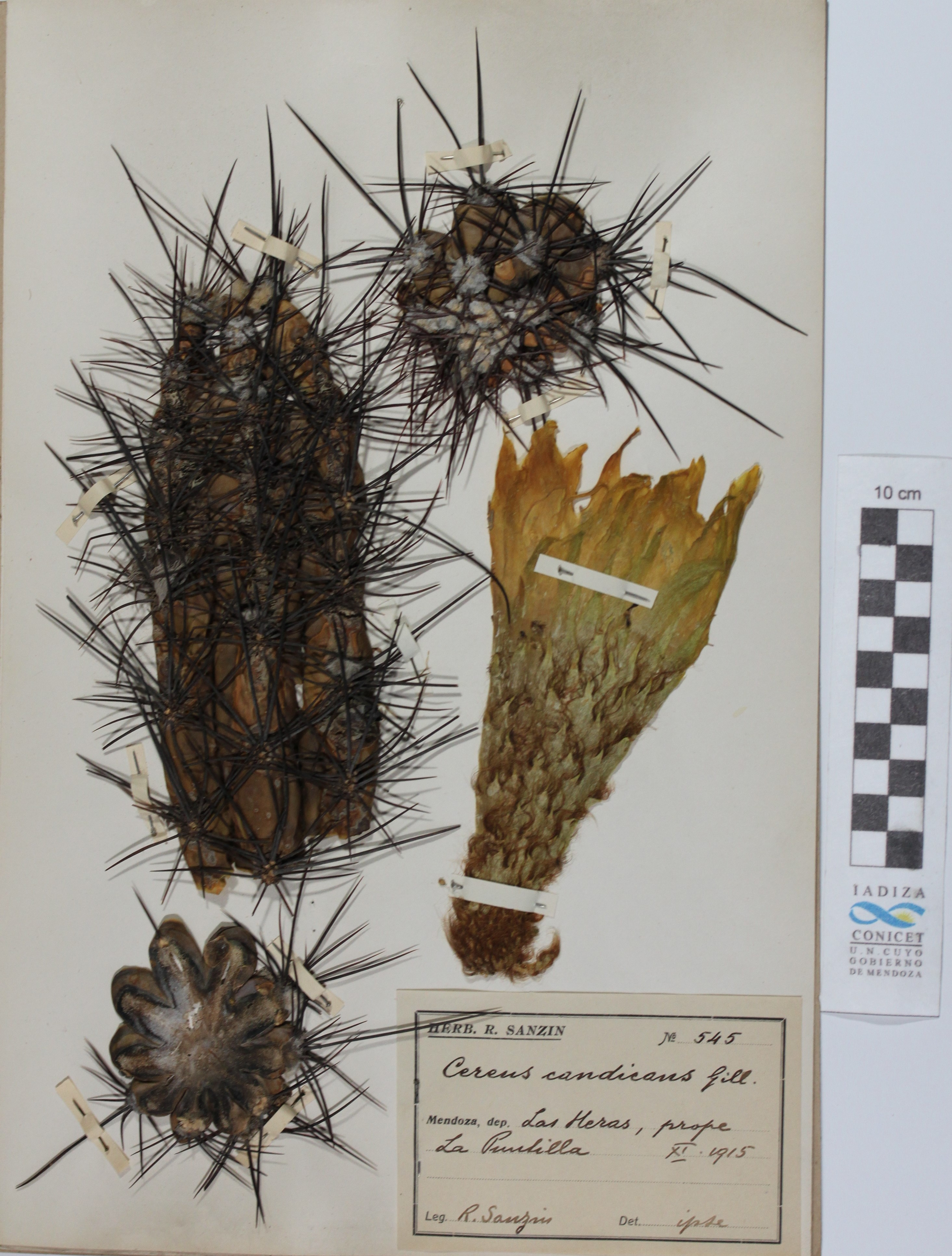
Cereus candicans

En 1930, el Dr. Cristobal Hicken publicó la lista de plantas que fueron “las fundadoras del herbario regional” de Sanzin que incluyen ejemplares de 59 familias que pertenecen a los grupos Pteridophyta, Gymnospermeae y Angiospermeae.
Renato Sanzin, como profesor de la Escuela Nacional de Viticultura y Enología, predecesora de la Facultad de Ciencias Agrarias de la Universidad Nacional de Cuyo, fue reconocido por el Dr. Fidel A. Roig como uno de los hacedores de la educación agrícola en la provincia de Mendoza.
Entre sus obras se destaca aquella referida al estudio de las cactáceas de Mendoza que a pesar de algunas equivocaciones demuestran el trabajo realizado por Sanzin en un lugar y una época carente de referencias bibliográficas.Particularmente en sus apuntes sobre estas cactáceas publicó un novedoso procedimiento para su conservación.
El Dr. Adrián Ruiz Leal, uno de los botánicos más importantes de la provincia de Mendoza durante el siglo XX, fue su discípulo en la escuela secundaria y recibió de Renato Sanzin su interés por la botánica.

## Obras
- 1916 - Apuntes sobre cactáceas de Mendoza. Primera Reunión Nacional de la Sociedad Argentina de Ciencias Naturales. Tucumán, p. 277.
- 1917 - Las royas de las plantas cultivadas en Mendoza. Rev. Chilena de Historia Natural. XXI, 43-51.
- 1918 - Sobre el Loranthus cuneifolius, Ruis & Pavon. Revista Mendocina de Ciencias Naturales y Pedagógicas. 21-22 (monografía).
- 1918 - Breve reseña acerca de los parásitos vegetales de las plantas cultivadas en Mendoza. Dirección General de Fomento Agrícola e Industrial de la provincia, Mendoza (1-12).
- 1918 - Lista De Aves Mendocinas. El Hornero 1 (3): 147-52.
- 1918 - Las plantas invasoras de los cultivos. Acequias, Caminos, Jardines, etc. que crecen en Mendoza y sus alrededores. Physis (Rev. de la Soc. Argentina de Ciencias Naturales) IV pp. 32-48.

## Eponimia
Una calle del Departamento de Godoy Cruz en la provincia de Mendoza lleva su nombre, aunque su apellido presenta un error ortográfico.  
El Herbario del Museo de Ciencias Naturales y Antropológicas “Juan Cornelio Moyano” en la ciudad de Mendoza lleva su nombre en reconocimiento a su legado.